# Giusto (nome)
Giusto  è un nome proprio di persona italiano maschile.

## Varianti
- Femminili: Giusta[1]

### Varianti in altre lingue
- Catalano: Just
- Finlandese: Justus
- Francese: Juste[2][3]
- Inglese: Justus

- Latino: Iustus[1][2], Justus[2]
  - Femminili: Iusta[1], Justa
- Olandese: Justus[2], Joost[3]
- Polacco: Just
- Portoghese: Justo

- Russo: Юст (Just)
- Sloveno: Jošt[2]
- Spagnolo: Justo
- Svedese: Justus
- Tedesco: Justus[2]

## Origine e diffusione
Deriva da Iustus, un diffuso cognomen romano; si basa sul termine latino iustus, che vuol dire "giusto", "onesto", "probo". Da Giusto è derivato il nome Giustino.
Era anche un comune nome ebraico, e appare anche nel Nuovo Testamento, in At 18:7.

## Onomastico

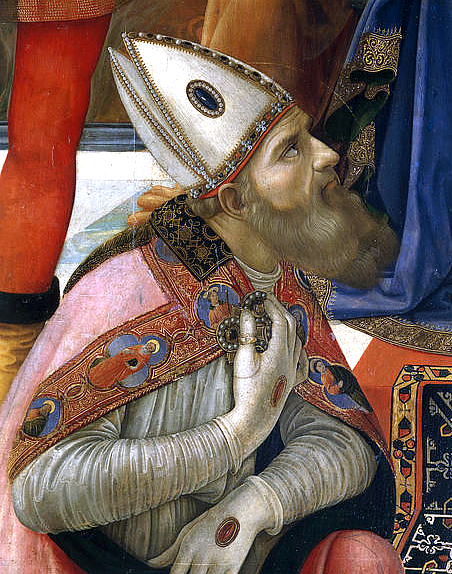
San Giusto di Volterra

Il nome è stato portato da un buon numero di primi santi, e poi da diversi altri santi e beati; l'onomastico pertanto può essere festeggiato in una qualsiasi delle date seguenti:
- 4 febbraio, beato Giusto Takayama Ukon, martire[7]
- 10 maggio, beato Giusto Santgelp, mercedario[7]
- 14 maggio, santa Giusta, martire con santa Enedina o Eredina in Sardegna[8]
- 28 maggio, san Giusto, vescovo di Urgell[7]
- 6 luglio, san Giusto, monaco a Condat[7]
- 14 luglio, san Giusto, discepolo di san Patrizio e martire[7]
- 17 luglio, santa Giusta, martire a Siviglia[8]
- 25 luglio, santa Giusta, martire con altri compagni a Furci[8]
- 2 settembre, san Giusto, vescovo di Lione e poi eremita in Egitto[7]
- 18 ottobre, san Giusto, martire a Beauvais[7]
- 19 ottobre, san Giusto, monaco e martire con altri compagni a Oulx[7]
- 2 novembre, san Giusto, martire a Trieste sotto Diocleziano o Massimiano[7]
- 28 novembre, beato Giusto Fernández González, religioso e martire a Paracuellos de Jarama[7]
- 10 novembre, san Giusto, monaco benedettino, vescovo di Rochester e poi arcivescovo di Canterbury[7]

## Persone

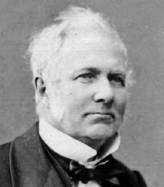
Giusto Bellavitis

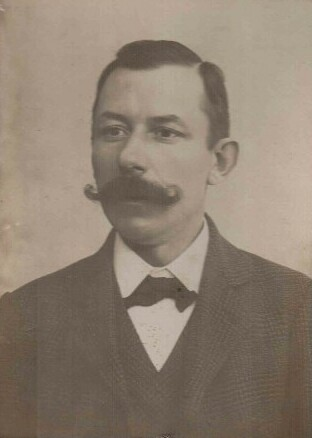
Giusto Calvi

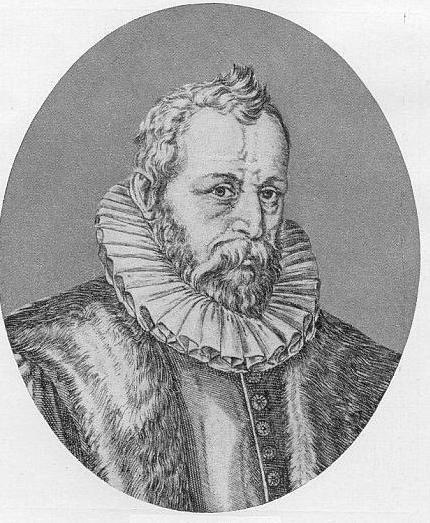
Giusto Lipsio

- Giusto di Alessandria, vescovo egiziano
- Giusto di Canterbury, vescovo cattolico italiano
- Giusto di Gand, pittore fiammingo
- Giusto di Lione, arcivescovo romano,
- Giusto di Trieste, santo romano
- Giusto da Urbino, missionario italiano
- Giusto di Urgell, vescovo spagnolo
- Giusto Bellavitis, matematico e politico italiano
- Giusto Calvi, poeta, giornalista e politico italiano
- Giusto Catania, politico italiano
- Giusto Dacci, compositore e docente di musica italiano
- Giusto d'Andrea, pittore italiano
- Giusto de' Conti, poeta e umanista italiano
- Giusto de' Menabuoi, pittore italiano
- Giusto Fegiz, medico italiano
- Giusto Fontanini, arcivescovo cattolico italiano
- Giusto Gervasutti, alpinista italiano
- Giusto Le Court, scultore belga
- Giusto Lipsio, filosofo, umanista e filologo fiammingo
- Giusto Lodi, calciatore e allenatore di calcio italiano
- Giusto Lo Piparo, attore, umorista, sceneggiatore e scrittore italiano
- Giusto Massarotto, partigiano italiano
- Giusto Monaco, filologo italiano
- Giusto Picone, latinista italiano
- Giusto Pio, violinista e arrangiatore italiano
- Giusto Recanati, cardinale italiano
- Giusto Sardi, calciatore italiano
- Giusto Sciacchitano, magistrato italiano
- Giusto Fernando Tenducci, detto "Senesino", cantante castrato e un compositore italiano
- Giusto Tolloy, militare, partigiano e politico italiano
- Giusto Traina, storico italiano
- Giusto Utens, pittore fiammingo

### Variante Justus

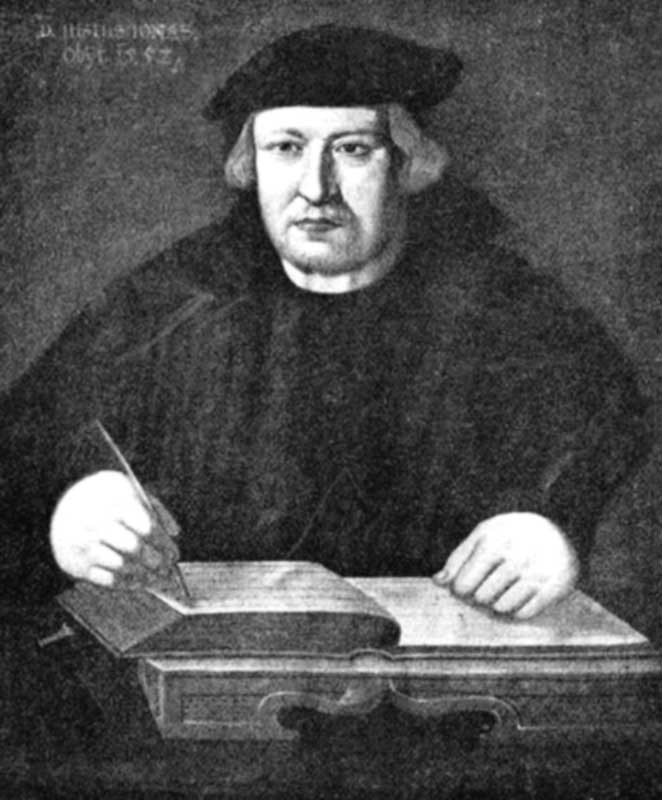
Justus Jonas

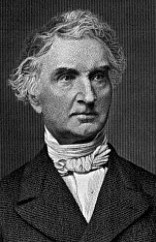
Justus von Liebig

- Justus D. Barnes, attore statunitense
- Justus Dahinden, architetto svizzero
- Justus Jonas, teologo, poeta e riformatore tedesco
- Justus Möser, giurista, storico e scrittore tedesco
- Justus Perthes, editore tedesco
- Justus Scrafford, atleta statunitense
- Justus Sustermans, pittore fiammingo
- Justus Thigpen, cestista statunitense
- Justus van Effen, scrittore olandese
- Justus van Huysum I, pittore e disegnatore olandese
- Justus van Huysum II, pittore e disegnatore olandese
- Justus Vingboons, architetto olandese
- Justus von Dohnányi, attore tedesco
- Justus von Liebig, chimico tedesco

### Variante Juste
- Juste Brouzes, calciatore francese
- Charles Juste de Beauvau-Craon, generale francese
- Juste Adrien Lafage, musicologo e musicista francese
- Claude Juste Alexandre Legrand, generale francese

### Variante Just
- Just Göbel, calciatore olandese
- Just Fontaine, calciatore e allenatore di calcio francese
- Just Jaeckin, regista francese

### Variante femminile Giusta
- Giusta Grata Onoria, imperatrice romana